# Lyons (Míchigan)
Lyons es una villa ubicada en el condado de Ionia en el estado estadounidense de Míchigan. En el Censo de 2010 tenía una población de 789 habitantes y una densidad poblacional de 226,16 personas por km².

## Geografía
Lyons se encuentra ubicada en las coordenadas 42°59′12″N 84°56′39″O / 42.98667, -84.94417. Según la Oficina del Censo de los Estados Unidos, Lyons tiene una superficie total de 3.49 km², de la cual 3.15 km² corresponden a tierra firme y (9.65%) 0.34 km² es agua.

## Demografía
Según el censo de 2010, había 789 personas residiendo en Lyons. La densidad de población era de 226,16 hab./km². De los 789 habitantes, Lyons estaba compuesto por el 95.44% blancos, el 0.38% eran afroamericanos, el 0% eran amerindios, el 0.25% eran asiáticos, el 0% eran isleños del Pacífico, el 1.14% eran de otras razas y el 2.79% pertenecían a dos o más razas. Del total de la población el 4.06% eran hispanos o latinos de cualquier raza.